# マボロシ変太夫
『マボロシ変太夫』（マボロシへんだゆう）は、藤子不二雄の安孫子素雄（のちの藤子不二雄Ⓐ）による日本の漫画作品。少年画報社『週刊少年キング』1971年8月1日号から1972年3月12日号まで連載された。全32話。

## 概要
前半（『週刊少年キング』1971年32号から47号）の16話は雲野ワクオが夏休みに父親の運転する車で田舎へ帰省する途中、正体不明の霧に覆われた奇妙な町「マボロ市」へ迷い込んで変太夫と遭遇したことを機に一癖も二癖もある住民たちとのドタバタ劇が描かれる。後半（『キング』1971年48号から1972年12号）は大幅に路線転換し、変太夫がマボロ市から旅に出た先で騒動を巻き起こす「ひとり旅シリーズ」が展開された。
連載当時、カネボウハリス（のちクラシエフーズ）から「マボロシ変太夫フーセンガム」が発売されていた。
1989年から1991年までNHK総合で放送されたテレビアニメ『パラソルヘンべえ』の主人公・ヘンべえは、本作の変太夫を幼児向けにリメイクしたキャラクターである。

## 登場キャラクター
変太夫（へんだゆう）
主人公。霧に覆われた奇妙な町「マボロ市」の住民。口が大きくすきっ歯で両目の焦点が定まらず、いつも鼻水を垂らしている。手に持った「マボロシ・パラソル」は様々な能力を発動できるマジックアイテムで、マボロ市に迷い込んで他の住民たちに振り回されるワクオと友達になってからは紛争を仲裁したり余計に攪乱したりする。
連載後半の「ひとり旅シリーズ」では、単身でマボロ市を離れて各地で騒動を起こすようになった。
雲野 ワクオ（くもの ワクオ）
前半の副主人公。両親と妹との4人家族。平凡な小学生だったが、夏休みに父親の運転する車で田舎へ帰省する途中にマボロ市へ迷い込み、一般常識が通じない奇妙な住民たちに振り回されることになる。
トリ犬（トリいぬ）
変太夫のペットで、長い耳を広げて滑空しながら飛行する犬。
ジャーニー
マボロ市の住民で、前衛芸術を追求する画家。アフロヘアーに右目が丸・左目が四角の眼鏡をかけている。
ケダラケ
毛むくじゃらの全身から目と鼻だけを出した謎の生物。「〜ダラケ」の語尾を付けて喋る。
狂犬狂太郎（きょうけんきょうたろう）
第10話（単行本未収録）に登場。安孫子が本作の前に『少年チャンピオン』で連載していた『狂人軍』の登場キャラクター。目に付いたものを手当たり次第に丸かじりする猛犬。
本作では、他に第9話（大都社版のみ収録）でもカワカム監督など『狂人軍』のキャラクターがモブ出演している場合がある。

## 単行本
以下の単行本ではいずれも全話は収録されておらず、大都社版には収録されているが藤子不二雄ランド版およびその部分復刻のⒶランドに未収録のエピソードもある。2014年に小学館が発売した電子書籍『藤子不二雄Ⓐデジタルセレクション』版全2巻はランド版と同内容。
- 藤子不二雄『マボロシ変太夫』大都社〈スター・コミックス〉、全2巻

1. 1981年11月初版 全国書誌番号:82025692
2. 1981年12月初版 全国書誌番号:82025693

- 藤子不二雄『マボロシ変太夫』中央公論社〈藤子不二雄ランド〉、全2巻

1. 1989年6月23日初版 ISBN 4-12-410244-5
2. 1989年7月23日初版 ISBN 4-12-410248-8

- 藤子不二雄Ⓐ『マボロシ変太夫』復刊ドットコム〈藤子不二雄Ⓐランド〉、全2巻

1. 2011年11月1日初版 ISBN 978-4-8354-4684-4
2. 2011年12月1日初版 ISBN 978-4-8354-4685-1